# Indkomstskat
Indkomstskat er beskatning af indkomst, i modsætning til eksempelvis formueskat og afgifter. Indkomstskat betales af personer såvel som selskaber (selskabsskat) og andre virksomheder i forhold til deres overskud, og af det løbende afkast i pensionsselskaber (pensionsafkastskat). Det er dog den personlige indkomstskat, der oftest menes, når der tales om indkomstskatter. 
Man taler i forbindelse med indkomstskatter også om marginalbeskatning, hvilket defineres som beskatningen af en ekstra indtjening, ofte omtalt som "skatten af den sidst tjente krone".

## Personlig indkomstskat i Danmark
I Danmark består den personlige indkomstskat i øjeblikket af en række forskellige elementer. De vigtigste er:
- Arbejdsmarkedsbidrag, ofte kaldet bruttoskat. Den blev indført af SR-regeringen som led i 1994-skattereformen.[1] Arbejdsmarkedsbidraget er på 8 % af al arbejdsindkomst uden noget bundfradrag. Der betales ikke arbejdsmarkedsbidrag af overførselsindkomster og kapitalindkomst.

- Bundskat, der i 2019 er på 12,16 % af personlig indkomst over personfradraget på 46.200 kr.[2]

- Topskat på 15 % af personlig indkomst over 513.400 kr. efter fradrag af arbejdsmarkedsbidraget (2019). Procenten reduceres, hvis "det skrå skatteloft" på 52,05 % er blevet overskredet.[2] Som følge af skattereformen 2012 hæves bundgrænsen for topskat ekstraordinært til 522.200 kr. (i 2019-prisniveau) frem mod 2022.[3]

- Kommuneskat, der dækker den kommunale service. Den gennemsnitlige kommuneskat er 24,93 % (2019).[4]

I perioden 1994-2009 fandtes også en mellemskat og i perioden 2007-18 et sundhedsbidrag, men begge skatter blev afskaffet som følge af skattereformen i 2009.

### Indkomstgrundlag
De forskellige personlige indkomstskatter beregnes på forskellige grundlag. 
Arbejdsmarkedsbidraget beregnes som nævnt i forhold til al arbejdsindkomst.
Bundskat og topskat beregnes af den såkaldte personlige indkomst — der grundlæggende omfatter arbejdsindkomst, indkomstoverførsler og løbende pensionsudbetalinger efter fratrækning af pensionsindbetalinger og det betalte arbejdsmarkedsbidrag — fratrukket henholdsvis et personfradrag for bundskattens vedkommende og et topskattefradrag for topskattens vedkommende. Der betales endvidere bundskat og topskat af positiv nettokapitalindkomst.
Kommuneskatten (og den frivillige kirkeskat) beregnes på baggrund af den såkaldte skattepligtige indkomst, der er lig den personlige indkomst tillagt kapitalindkomst (som for den gennemsnitlige skatteyder er negativ og derfor består i et rentefradrag), men fratrukket ligningsmæssige fradrag. Ligningsmæssige fradrag er f.eks. kørselsfradrag og udgifter til A-kasse og fagforening m.v. samt beskæftigelsesfradraget, der i 2019 er på 10,10 % af arbejdsindkomsten (dog højst 37.200 kr.). I perioden indtil 2022 hæves dette fradrag gradvis til 10,65 % og loftet til 34.100 kr. (i 2010-niveau).

### Skatteloft
Endelig har man et skatteloft, der sikrer, at den samlede indkomstskat til stat og kommune (dvs. kommuneskat + bundskat + topskat) ikke er mere end 52,05 % af den personlige indkomst (2019). For positiv nettokapitalindkomst er skatteloftet 42 %. Arbejdsmarkedsbidrag (og den frivillige kirkeskat) regnes ikke med under skatteloftet. Inklusive arbejdsmarkedsbidrag på 8 % er skatteloftet på 55,89 % (2019-sats).

### Historie
Indkomstskatten i Danmark er ikke så gammel som forskellige andre former for beskatning. Princippet om at beskatte personers indkomst blev indført i 1903 med statsskatteloven. Indtil dette år kom de offentlige indtægter fra afgifter og beskatning af formue og jord. Efterhånden voksede den personlige indkomstskat imidlertid til at blive den dominerende skattekilde.